# HD218067
HD218067 — хімічно пекулярна зоря спектрального класу A3, що має видиму зоряну величину в смузі V приблизно  8,6.
Вона  розташована на відстані близько 647,1 світлових років від Сонця.